# Углицких, Наталья Анатольевна
Наталья Анатольевна Углицких — российский режиссёр кино и дубляжа, сценарист и продюсер.

## Биография
Наталья Углицких родилась 21 ноября 1973 года в Одессе. В 2008 окончила режиссёрское отделение высших курсов сценаристов и режиссёров (ВКСР) в Москве. 19 января 2011 года в кинотеатре «Октябрь» состоялась премьера дебютной картины «На крючке!».

## Фильмография

### Режиссёрские работы
- 2008 — Пятнашки (короткометражка)
- 2011 — На крючке!
- 2011 — Потолок (документальный)
- 2013 — Мозгоправ / Mozgoprav
- 2014 — Бегущая от любви
- 2015 — Гражданка Катерина
- 2016 — Когда прошлое впереди
- 2017 — Прятки
- 2018 — Мелодия любви
- 2018 — Пять лет спустя
- 2019 — Психология любви
- 2020 —   Адам не нужен
- 2021 — Ну, Здравствуй, Зин!
- 2022 — Зоськина заправка
- 2023 — Когда ты мама
- 2023 — Удержи меня

### Сценарные работы
- 2013 — Мозгоправ / Mozgoprav
- 2017 — Прятки
- 2021 — Ну, Здравствуй, Зин!
- 2023 — Когда ты мама

### Продюсерские работы
- 2013 — Мозгоправ / Mozgoprav
- 2021 — Ну, Здравствуй, Зин!
- 2022 — Зоськина заправка
- 2023 — Когда ты мама
- 2023 — Удержи меня